# 165 (număr)
165 (o sută șaizeci și cinci) este numărul natural care urmează după 164 și precede pe 166 într-un șir crescător de numere naturale.

## În matematică
165
- Este un număr compus.[1]
- Este un număr deficient.[2][3]
- Este un număr Devlali.[4][5]
- Este un număr platonic.[6]
- Este un număr rotund.[7][8]
- Este un număr sfenic.[9]
- Este un număr tetraedric.[10][11]
- Este suma sumelor divizorilor primelor 14 numere întregi pozitive.[12]
- În baza 2 este un 106 număr prim unic.[13]
- Este un număr palindromic[14] în bazele 2 (101001012), 14 (BB14), 32 (5532) și 54 (3354).

## În știință

### În astronomie
- Obiectul NGC 165 din New General Catalogue este o galaxie spirală cu o magnitudine 13,08 în constelația Balena.
- 165 Loreley este un asteroid mare din centura principală.
- 165P/LINEAR este o cometă periodică din Sistemul Solar.

## În alte domenii
165 se poate referi la:
- Norma G.165 a ITU-T pentru suprimarea ecoului în telefonie.
- Gena umană ZNF165 (Zinc Finger Protein 165).
- Rural Municipality of Morse No. 165 este o municipalitate rurală din Canada